# 贾斯珀县 (得克萨斯州)
贾斯珀縣（英語：Jasper County）是位於美國德克薩斯州東部的一個縣。面積2,511平方公里。根据美國2000年人口普查，共有人口35,604人。縣治贾斯珀（Jasper）。
成立於1836年3月17日，是當時最早的二十三個縣之一。縣名是紀念美國獨立戰爭軍人威廉·贾斯珀 (William Jasper)。。